# Thalamophyllia gasti
Espèce
Statut CITES
Synonymes
- Desmophyllum gasti Döderlein, 1913 - protonyme[2]

Thalamophyllia gasti est une espèce de coraux de la famille des Caryophylliidae.

## Description
Dans sa description, l'auteur indique que les calices mesurent jusqu'à 20 mm pour une largeur de 5 mm.

## Étymologie
Son nom spécifique, gasti, lui a été donné en l'honneur du Dr Reinhard Gast, assistant chargé du muséum de Naples.

## Publication originale
- (de) L. Döderlein, « Die Steinkorallen aus dem Golf von Neapel », Mittheilungen aus der Zoologischen Station zu Neapel, Leipzig, Inconnu, vol. 21,‎ 1913, p. 105-152 (OCLC 1758991, lire en ligne).